# Itumbiara picticollis
Itumbiara picticollis là một loài bọ cánh cứng trong họ Cerambycidae.